# Boryana Straubel
Boryana Straubel (Mezdra, 25 de mayo de 1983–Washoe Valley, 19 de junio de 2021) fue una mujer de negocios, emprendedora y filántropa búlgara que emigró a los Estados Unidos. Estudió en el College of San Mateo en Silicon Valley y en la Universidad de California, Berkeley. Trabajó en Tesla durante casi seis años en el departamento de Recursos Humanos. Volvió a la universidad para obtener un máster en Gestión e Ingeniería (Management Science & Engineering Master) y un MBA en la Universidad de Stanford.
En 2015 fue vicepresidenta de Recursos Humanos de la Fundación Wikimedia durante un año.
Fundó la empresa de joyería Generation Collection para promover la sostenibilidad medioambiental con el reciclaje de metales. La presentó el 4 de marzo de 2021. Boryana Straubel y su marido JB Straubel trabajaron en Tesla para conseguir que sus vehículos fueran los que menos accidentes tenían por su tecnología aplicada a la seguridad activa y en los que menos lesiones recibían sus ocupantes tras un accidente por su diseño para la seguridad pasiva. El 19 de junio de 2021 Boryana falleció en un accidente de tráfico en el que no intervino ningún vehículo Tesla.

## Primeros años
Boryana Straubel (Boryana Dineva de soltera) nació en Mezdra, Bulgaria en mayo de 1983.Tras la caída del Muro de Berlín en 1989 su familia emigró a Alemania donde vivió en un campo de refugiados durante unos meses. Posteriormente vivió en Austria y Rusia. Tenía pasión por las matemáticas y por ser extremadamente tímida  prefería navegar por internet en un ciberlocutorio que salir con sus amigas. Se mudó a Estados Unidos en 2005 cuando todavía no hablaba inglés.

## Educación
Estudió en el College of San Mateo en Silicon Valley y se graduó en 2008. Consiguió becas de San Mateo Rotary Club para ingresar en la Universidad de Berkeley donde obtuvo una licenciatura en Economía (B.S. in Economics). En 2019 y 2020 obtuvo dos máster en Gestión (M.S. in Management Sloan, M.S. in Management Science and Engineering) por la Universidad de Stanford. Fue experta en análisis de datos, recursos humanos, gestión del cambio y adquisición de talento.
Boryana era bilingüe nativa en búlgaro e inglés, y tenía competencia profesional en alemán y conocimientos básicos de ruso y español.
En mayo de 2018 impartió el discurso de graduación en el College of San Mateo.

## Carrera
Tras obtener su licenciatura en Economía en Berkeley fue gestora de cuentas en la empresa de software Brocade. Posteriormente  entró a trabajar en Tesla cuando era una pequeña empresa startup en la que nadie confiaba. Trabajó de 2011 a 2015 como Directora de Recursos Humanos, Operaciones y Análisis de Datos en Tesla. En esos cuatro años y medio el número de empleados subió de 600 a 13 000 debido al crecimiento exponencial de la compañía.
Contribuyó a implementar la cultura Tesla que resumía en:

'1. Competitive to be the best in all we do.

2. No fear of solving hard problems ourselves.
3. Be entrepenurial, resourceful.
4. Minimize bureaucracy, just get it done.
5. Efficient and sustainable (demonstrate our mission).

6. Work hard, love what we do, have fun!'
'1. Seamos competitivos para ser los mejores en lo que hacemos.

2. No tengamos miedo a resolver problemas difíciles nosotros mismos.
3. Seamos emprendedores, busquemos los recursos.
4. Minimicemos la burocracia, saquemos las cosas adelante.
5. Seamos eficientes y sostenibles (demostremos nuestra misión)

6. Trabajemos duro, amemos lo que hacemos y pasémoslo bien.'
Boryana Straubel

Entre 2015 y 2016 fue vicepresidenta de Recursos Humanos de la Wikimedia Foundation.
De marzo de 2016 a julio de 2017 fue Directora de Programas en Tesla. Abandonó el trabajo para prepararse para la filantropía cursando y obteniendo en 2019 un máster en gestión (M.S. in Management Sloan) por la Universidad de Stanford y en 2020 otro máster en Ciencia de la Gestión e Ingeniería (M.S. in Management Science and Engineering) por la Stanford’s School of Engineering.

## Straubel Foundation

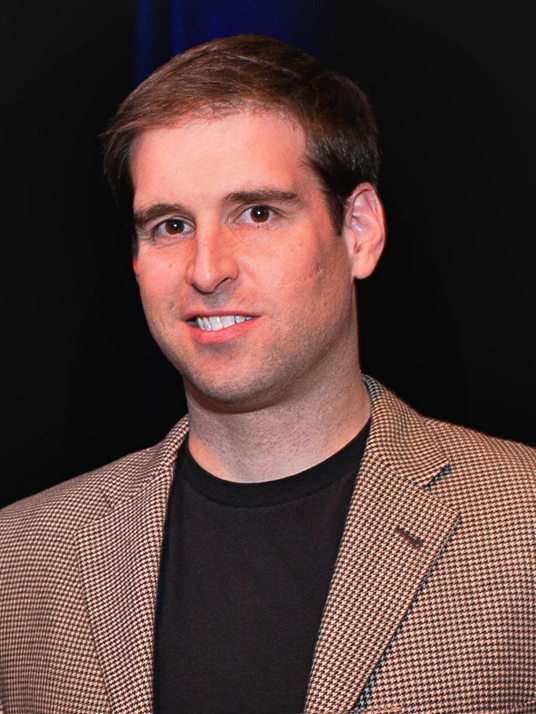
JB Straubel en 2012.

Desde 2015 JB Straubel es presidente de la Straubel Foundation. Es una organización centrada en la sostenibilidad global, la educación y la ciencia. Descubre nuevos talentos y entrega 47 premios anuales de emprendimiento y ciencia para ayudar a personas que tienen un potencial de liderazgo, tienen un compromiso para cambiar el mundo y precisan un apoyo extra para conseguirlo.
Boryana Straubel fue la directora ejecutiva de la Fundación hasta su fallecimiento en 2021. En 2019 entregó uno de los premios al liderazgo a la activista Greta Thunberg.

'Boryana wanted to help people who had leadership potential and were committed to make a difference in the world, but who needed a little extra support to get there ... She was full of energy — passionate, caring and very persistent.'
'Boryana quería ayudar a personas que tenían un potencial de liderazgo y estaban comprometidos para cambiar el mundo, pero necesitaban un pequeño apoyo extra para hacerlo... Estaba llena de energía — apasionada, bondadosa y muy persistente.'
Pamela Hinds, profesora en Stanford School of Engineering.

## Generation Collection
Boryana fundó la empresa para usar metales preciosos presentes en la basura electrónica. La joyería clásica usa oro extraído de minas o ríos con procedimientos muy contaminantes, abusos de los derechos humanos, condiciones cercanas a la esclavitud y trabajo infantil. El objetivo de Generation Collection es tener un impacto social y medioambiental positivo.
Generation Collection fue presentada el 4 de marzo de 2021.
Reutiliza y recicla oro, plata y platino. Vende piezas de joyería de 24 quilates, plata y platino 950, que al ser de tanta calidad mantienen su valor. Las joyas tradicionales usan oro de 14K (58 %), 18K (75 %) o, en el mejor de los casos, 22K (92 %). Se deprecian en el momento de la compra y no mantienen su valor. El oro de 24 quilates, la plata y platino de alta calidad mantienen el valor de su peso. El precio sube y baja en el mercado, pero en las últimas décadas el oro, la plata y el platino han aumentado su precio y han evolucionado muy bien comparados con las inversiones tradicionales.
Sus fuentes de suministro usan tecnología punta para extraer los metales de joyería vieja y aparatos electrónicos en un proceso de «upcycling» por el que se recicla algo para obtener un material de mayor calidad.
Todas las joyas de Generation Collection se fabrican sobre pedido para minimizar el impacto medioambiental.
Dispone de un programa de referidos mediante el cual un cliente puede conseguir puntos y vales si recomienda el producto a otra persona que efectúa la compra de otra joya.

## Vida personal
El 3 de agosto de 2013 se casó con JB Straubel y vivieron en Woodside, California. En 2015 dio a luz a dos varones mellizos.
Cuando JB Straubel dejó su puesto como CTO de Tesla en julio de 2019 se trasladaron a Nevada donde estaba ubicada la empresa Redwood Materials de la que JB Straubel era fundador y CEO.
Gran aficionada a montar en bicicleta. En 2020 con la bicicleta tuvo 116 días de actividad, sumando 144 horas, 2605 km y 23 884 metros de subida.
Durante el confinamiento del COVID-19 Boryana y su marido JB escribieron un libro de unas 150 páginas con la historia familiar de los últimos 400 años. La edición estaba limitada a 3 ejemplares: dos para sus hijos y uno para Jeff, el padre de JB. El libro se titula «The Straubel Family. Together is Better» y fue escrito cerca de Washoe Valley, Nevada, para darles una sorpresa el 14 de febrero de 2021 y que a sus hijos les sirviera de ayuda cuando crecieran.

## Fallecimiento

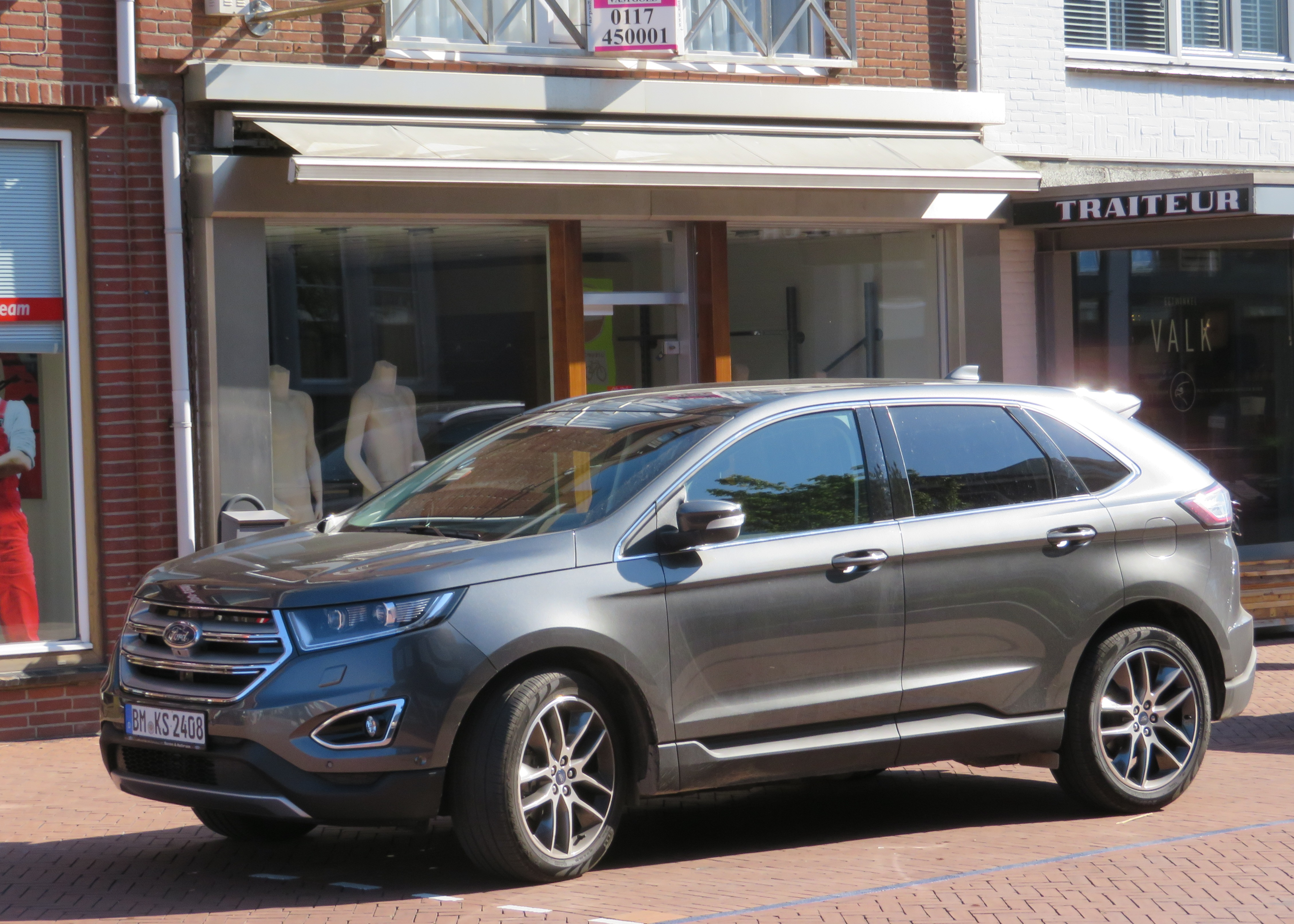
Ford Edge 2015

Accidente de tráfico en el que falleció Boryana Straubel.

A las 7:44 AM del sábado 19 de junio de 2021 Boryana Straubel falleció a los 38 años cuando circulaba en bicicleta en Washoe County, Nevada. Un Ford Edge SEL gris metalizado de 2015 que circulaba hacia el sur por la carretera U.S. 395 Alternate se saltó la doble línea continua amarilla y arrolló a la bicicleta que circulaba en el otro sentido hacia el norte por un carril bici. Se certificó su fallecimiento en el lugar del accidente. 
El golpe fue tan brutal que el cuadro de la bicicleta, fabricado en fibra de carbono, quedó roto en varios trozos.
El lugar del accidente está próximo al poste miliario 1 de la carretera US 395 Alternate (39.2278057,- 119.8110498).
La carretera US 395 Alternate era la antigua autovía y en 2021 era amplia y apenas tenía tráfico local porque la autovía entre Reno y Carson City discurría junto a ella. Para llegar al lugar del accidente el Ford Edge recorrió un tramo recto de 4 kilómetros sin desniveles donde el límite de velocidad era de 45 mph (72 km/h).
El Ford Edge 2015 no disponía de aviso de colisión ni de sistema de mantenimiento de carril en el acabado SEL. En las versiones Titanium y Sport estaban disponibles como opciones el aviso de colisión con frenado de emergencia y el sistema de mantenimiento de carril con asistencia.
En 2019 la Unión Europea acordó que para todos los coches vendidos en la UE a partir de 2022 sería obligatorio el sistema de mantenimiento de carril y el frenado de emergencia avanzado. En 2021 estos sistemas no eran obligatorios para todos los coches vendidos en Estados Unidos.
En 2022 Elon Musk comentó sobre el accidente:

‘JB's wife was killed by a truck driver that fell asleep. She was on a bike. The truck driver fell asleep, the truck veered across the road and run over and killed her. If that truck had had Autopilot it would stay in lane and she would be alive today.‘
‘La esposa de JB (Straubel) murió atropellada por un conductor que se durmió. Ella iba en una bicicleta. El conductor se durmió, el vehículo giró hacia el carril contrario y la atropelló mortalmente. Si ese vehículo hubiera tenido Autopilot se hubiera mantenido en el carril y ella estaría viva.’
Elon Musk

## Seguridad

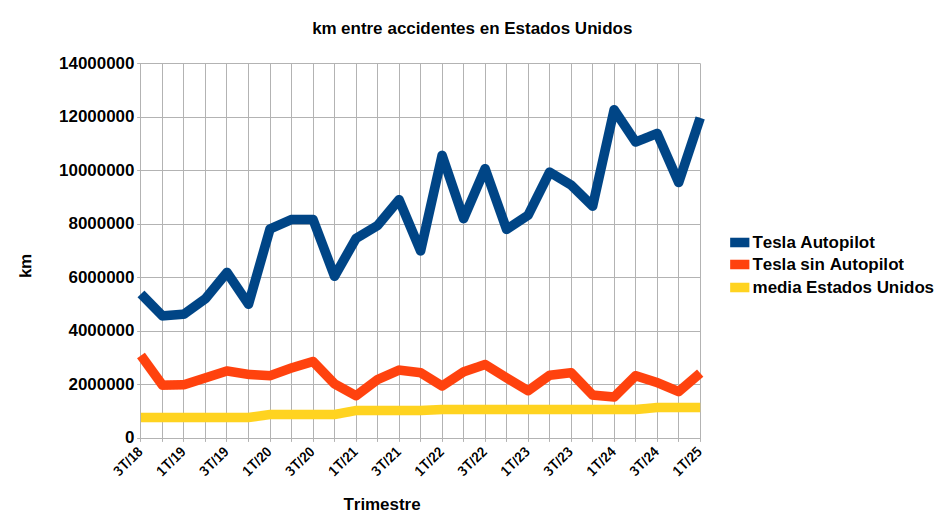
Gráfica estadística de accidentes graves en Estados Unidos. Tesla y media general.

Desde su fundación Tesla puso la seguridad en un primer plano incorporándola en su misión. JB Straubel dirigió la estrategia de seguridad activa y pasiva en Tesla. Boryana Straubel, como Directora de Recursos Humanos de Tesla, contrató a cientos de trabajadores que para 2021 habían conseguido fabricar los seis vehículos que tenían la menor probabilidad de lesiones para sus ocupantes: Tesla Model 3 RWD 2018, Tesla Model S Plaid 2021, Tesla Model 3 AWD 2019, Tesla Model S RWD 2013, Tesla Model Y AWD 2020 y Tesla Model X 2017.
En 2006 Tesla realizó pruebas de choque para el Roadster que excedían los requerimientos de Federal Motor Vehicle Safety Standards (FMVSS).
En 2013 el Tesla Model S obtuvo las mejores calificaciones de la historia en las pruebas de choque de la National Highway Traffic Safety Administration (NHTSA) en todas las categorías.
El diseño de las baterías y las medidas de seguridad implementadas reducían en 4.5 veces el riesgo de incendio comparado con los coches de combustión que tenían un incendio por cada 1350 vehículos, mientras que los Teslas lo tenían cada 6333.
Tras dos accidentes en los que la batería se incendió sin causar lesiones a personas, en marzo de 2014 Tesla rediseñó y colocó un triple escudo para proteger la batería de los objetos abandonados en la calzada.
En noviembre de 2014 el Tesla Model S obtuvo una calificación de 5 estrellas en las pruebas de choque EuroNCAP, que ponen énfasis en la seguridad activa que trata de evitar accidentes. El Tesla Model S estructuralmente es muy diferente a los coches convencionales ya que al tener la batería en el suelo y entre los ejes, el centro de gravedad está muy bajo, por lo que el vuelco es casi imposible. Al no tener motor bajo el capó delantero, dispone de una zona grande para la absorción de la energía del choque frontal. El bastidor está reforzado con piezas de aluminio extruido colocadas en zonas estratégicas y el techo puede aguantar sin ceder hasta 4 g.
Desde octubre de 2014 todos los Teslas vienen de serie con cámaras, radar y sensores ultrasónicos que se usan para la seguridad activa y la ayuda a la conducción.
El 30 de junio de 2016 se produjo el primer accidente mortal en el que el sistema Autopilot estaba activado y el conductor no estaba atento. Para entonces había un accidente mortal en Estados Unidos cada 151 millones de kilómetros recorridos, mientras que los vehículos con Autopilot activado habían recorrido 209 millones de kilómetros hasta el primer accidente mortal.
En junio de 2017 la National Highway Traffic Safety Administration (NHTSA) anunció que el Tesla Model X había obtenido 5 estrellas en todas las categorías y subcategorías de sus pruebas de choque. Tras el Tesla Model S era el segundo mejor vehículo con la probabilidad más baja de lesiones a los ocupantes en toda la historia de las pruebas.
En marzo de 2018 había un accidente mortal cada 515 millones de kilómetros recorridos por los vehículos Tesla equipados con el hardware Autopilot frente a los 138 millones de kilómetros recorridos por el resto de fabricantes. Tesla declaró que el Autopilot no prevenía todos los accidentes, pero era mucho menos probable que ocurrieran, haciendo el mundo más seguro para los ocupantes, peatones y ciclistas. En el mundo cada año había 1.25 millones de muertes en accidentes de tráfico. Tesla afirmó que si se aplicara su nivel de seguridad en todos los vehículos se salvarían 900 000 vidas cada año.
Todos los vehículos Tesla están conectados y esto permite recoger datos de conducción real para mejorar la seguridad. Esta conexión permanente permite a Tesla conocer cuándo se ha producido un accidente y hacer un seguimiento a través de los centros de servicio Tesla, que funcionan de forma diferente a los concesionarios del resto de marcas. Desde principios de 2018 Tesla comenzó a publicar un informe de seguridad trimestral. En el tercer trimestre de 2018 hubo un accidente grave cada 5.37 millones de kilómetros cuando el sistema Autopilot estaba activado. Cuando el Autopilot estaba desactivado hubo un accidente grave cada 3.08 millones de kilómetros recorridos. En Estados Unidos hubo un accidente grave cada 792 000 kilómetros recorridos. Inmediatamente después de que ocurra un accidente Tesla llama al conductor para evaluar su estado, lesiones y daños. Esta información la usa para mejorar la seguridad de toda la flota.
En octubre de 2018 Tesla anunció que el Tesla Model 3 era el coche con la menor probabilidad de lesiones según las pruebas de la National Highway Traffic Safety Administration (NHTSA), desplazando al Tesla Model S al segundo puesto y al Tesla Model X al tercer lugar. Los vuelcos son responsables de un gran número de lesiones y muertes en accidentes de tráfico. La batería del Model 3 está en el suelo y por tanto le proporciona un centro de gravedad muy bajo. El motor eléctrico trasero está por delante del eje trasero minimizando la energía cinética de rotación. En el caso improbable de vuelco el Tesla Model 3 tiene una estructura de bastidor que puede soportar cargas superiores a cuatro veces su propio peso con una mínima deformación estructural.
En mayo de 2019 Tesla desplegó una actualización de software telemática para toda su flota (posterior a octubre de 2016) incorporando las funciones Lane Departure Avoidance y Emergency Lane Departure Avoidance orientadas a mantener el vehículo dentro del carril y evitar colisiones.
En julio de 2019 el Tesla Model 3 obtuvo cinco estrellas en todas las categorías de las pruebas EuroNCAP. En la categoría de Asistencias a la seguridad, que evalúa las características de seguridad activa para evitar accidentes, reducir las lesiones y prevenir la salida de carril, el Tesla Model 3 alcanzó las máximas calificaciones jamás conseguidas según los protocolos de prueba 2018/2019.
En septiembre de 2019 el Tesla Model 3 consiguió el premio 2019 IIHS TOP SAFETY PICK+ del Insurance Institute for Highway Safety (IIHS). Durante las pruebas el techo de cristal resistió más de 9072 kg de peso, que equivalen a más de cinco Tesla Model 3 encima del techo. Esto era el máximo alcanzado por ningún otro vehículo totalmente eléctrico probado por el IIHS.
En diciembre de 2019 el Tesla Model X alcanzó 5 estrellas en las pruebas European New Car Assessment Programme (Euro NCAP) y fue la máxima calificación de la clase Large Off-Road según el protocolo 2018/2019.
En enero de 2021 el Tesla Model Y consiguió 5 estrellas en las pruebas del National Highway Traffic Safety Administration (NHTSA). Registró un riesgo de vuelco del 7.9%, que hasta la fecha era el menor registrado por la organización para un SUV.
En el primer trimestre de 2021 Tesla registró un accidente grave por cada 6.74 millones de kilómetros recorridos cuando el Autopilot estaba conectado, 3.30 millones de kilómetros cuando las funciones de seguridad estaban activas y 1.57 millones de kilómetros cuando todas las funciones de seguridad activa estaban desconectadas. Según la NHTSA en Estados Unidos hubo un accidente grave cada 779 000 kilómetros recorridos. Entonces un vehículo Tesla tenía que recorrer entre 2 y 8.6 veces más kilómetros que el coche medio estadounidense para tener un accidente grave.
En junio de 2021 Tesla afirmó que de todos los vehículos probados por la NHTSA desde 2011 los seis que tenían la menor probabilidad de lesiones para sus ocupantes eran de Tesla: Tesla Model 3 RWD 2018, Tesla Model S Plaid 2021, Tesla Model 3 AWD 2019, Tesla Model S RWD 2013, Tesla Model Y AWD 2020 y Tesla Model X 2017.